# Maestro (film)
Maestro är en amerikansk historisk och biografisk dramafilm från 2023. Filmen är regisserad av Bradley Cooper, efter ett manus skrivet av Cooper och Josh Singer. Filmen hade premiär på Venedigs internationella filmfestival den 2 september 2023. Den hade även en begränsad filmpremiär i USA den 22 november 2023 innan den hade digital premiär den 20 december 2023 på strömningstjänsten Netflix.

## Handling
Filmen kretsar kring förhållandet mellan dirigenten och kompositören Leonard Bernstein (Bradley Cooper) och Felicia Montealegre Cohn Bernstein. Filmen följer paret från det de träffades 1946 via två förlovningar och ett 25-årigt äktenskap och tre barn.

## Rollista (i urval)
- Carey Mulligan - Felicia Montealegre
- Bradley Cooper - Leonard Bernstein
- Matt Bomer
- Maya Hawke - Jamie Bernstein
- Sarah Silverman - Shirley Bernstein
- Michael Urie - Jerome Robbins
- Gideon Glick - Tommy Cothran
- Sam Nivola - Alexander Bernstein
- Miriam Shor - Cynthia O'Neal
- Alexa Swinton - Nina Bernstein